# Enchenopa binotata
Enchenopa binotata är en insektsart som beskrevs av Thomas Say. Enchenopa binotata ingår i släktet Enchenopa och familjen hornstritar. Inga underarter finns listade i Catalogue of Life.